# 88式汎用機関銃
88式汎用機関銃（中国語：88式通用机枪、英語：QJY-88）は、1980年代後半に中国によって設計された機関銃の一種である。

## 開発
中国人民解放軍陸軍では、汎用機関銃に7.62x54mmR弾を用いる67式汎用機関銃を用いてきた。1980年にはPK汎用機関銃をデッドコピーした80式汎用機関銃も開発されたが、これらは主力のアサルトライフルである56式自動歩槍や81式自動歩槍が用いる7.62x39mm弾と互換性が無く、兵站上の問題となっていた。
1980年代、新型の銃弾である5.8×42mmDBP87を用いるアサルトライフル（95式自動歩槍）の開発が始まり、共通の銃弾を用いて67式汎用機関銃を置き換える新機関銃の開発が始まった。開発は中国北方工業公司によって1988年に始まり、1989年7月に最初の試作銃が設計された後、1999年7月に設計の最終承認を受けた。採用された88式汎用機関銃は、1999年に開催された「中華人民共和国建国50周年記念展」で初公開された。

## 設計
作動方式は機関銃に多く用いられるガス圧作動方式で、銃弾は200発の弾帯で供給される。二脚が標準装備されているほか、穴の開いた銃床やキャリングハンドルを有し、持ち運びを容易にする設計となっている。

## 採用国
- 中華人民共和国
  - 人民解放軍陸軍
  - 中国人民武装警察部隊